# Монтгомери (округ, Индиана)
Монтго́мери (англ. Montgomery County) — округ в США, штате Индиана. Официально образован в 1823 году. По состоянию на 2010 год, численность населения составляла 38 124 человека. Получил своё название по имени ирландского военного и политического деятеля Ричардa Монтгомери.

## География
По данным Бюро переписи США, общая площадь округа равняется 1 309 км², из которых 1 307 км² — суша и 2 км² или 0,16 % — это водоёмы.

### Железные дороги
CSX Transportation

## Демография
По данным переписи населения 2000 года в округе проживает 37 629 жителей в составе 14 595 домашних хозяйств и 10 245 семей. Плотность населения составляет 29 человек на км². На территории округа насчитывается 15 678 жилое строение, при плотности застройки 12 строений на км². Расовый состав населения: белые — 96,77 %, афроамериканцы — 0,77 %, коренные американцы (индейцы) — 0,19 %, азиаты — 0,42 %, гавайцы — 0,03 %, представители других рас — 1,10 %, представители двух или более рас — 0,71 %. Испаноязычные составляли 1,62 % населения.
В составе 33,40 % из общего числа домашних хозяйств проживают дети в возрасте до 18 лет, 57,60 % домохозяйств представляют собой супружеские пары проживающие вместе, 8,60 % домашних хозяйств представляют собой одиноких женщин без супруга, 29,80 % не имеют отношения к семьям, 25,30 % состоят из одного человека, 11,00 домашних хозяйств состоят из престарелых (65 лет и старше), проживающих в одиночестве. Средний размер домашнего хозяйства составляет 2,50 человека, и средний размер семьи 2,97 человека.
Возрастной состав округа: 26,00 % моложе 18 лет, 9,00 % от 18 до 24, 28,60 % от 25 до 44, 22,60 % от 45 до 64 и 13,90 % от 65 и старше. Средний возраст жителя округа — 37 лет. На каждые 100 женщин приходится 99,60 мужчин. На каждые 100 женщин старше 18 лет приходится 97,80 мужчин.
Средний доход на домохозяйство в округе составлял 41 297 долларов США, на семью — 48 779 долларов. Среднестатистический заработок мужчины составлял 36 612 долларов против 23 010 долларов для женщины. Доход на душу населения был равен 18 938 долларов. Около 6,10 % семей и 8,30 % общего населения находились ниже черты бедности, в том числе — 11,20 % молодежи (тех, кому ещё не исполнилось 18 лет) и 7,00 % тех, кому было уже больше 65 лет.